# 内务人民委员会第00485号命令
内务人民委员会第00485号命令是尼古拉·叶若夫于1937年8月9日签发的命令，於同年的8月11日開始執行。根据這個命令，蘇聯當局開始在國內實施反波兰种族清洗计划，确保彻底消灭苏联境内的波兰人群体。
命令要求在三个月内完成整场行动。以下几类是将被逮捕并被立即消灭的人：“1920年波苏战争过后仍留在苏联境内的波兰战俘、逃兵、来自波兰的政治流亡者、波兰社会党前党员、其他反苏政党党员、边境地区中的波兰人聚居地內的居民”。
在经济战略部门（如运输、电信）工作的波兰裔人（比如铁路工程师、邮政工人）和受雇于国防工业、武装力量、安全部门以及文化组织的波兰裔受到的冲击最大。這些波蘭裔最終被枪决或被监禁。
苏联国家官方文件显示，内务人民委员会的反波兰行动共影响到了139815人，其中有111071人未经审判便被判处死刑，犯人一般会在判决下达后被马上处决。 